# Pierre Lacroix (hockey sur glace)
Pour les articles homonymes, voir Pierre Lacroix et Lacroix.
Pierre Lacroix (né le 11 avril 1959 à Sainte-Foy, dans la province de Québec au Canada), est un joueur canadien de hockey sur glace.

## Carrière de joueur
En quatre saisons de Ligue de hockey junior majeur du Québec, sous les chandails des Remparts de Québec et des Draveurs de Trois-Rivières, Pierre Lacroix remporte le championnat à trois reprises, participe autant de fois à la Coupe Memorial et, lors de sa dernière saison au cours de laquelle il a inscrit 137 points, reçoit le trophée Michel-Brière et est sacré joueur de la saison de la Ligue canadienne de hockey.
Malgré cela, il n'est repêché par les Nordiques de Québec qu'en 104e position du repêchage d'entrée de la LNH. Lors de son premier match, il assiste sur le premier but de l'histoire de la franchise en Ligue nationale de hockey, inscrit par Réal Cloutier. En 1982, après trois saisons avec un temps de jeu conséquent, il est envoyé dans l'équipe LAH, l'Express de Fredericton. Il est cependant rappelé en LNH avant d'être finalement échangé aux Whalers de Hartford. Durant l'été qui suit, il est victime d'un accident de la route qui, entre autres blessures, lui perfore l'aorte. Il est alors éloigné des patinoires pendant deux ans. Durant sa convalescence, il étudie l'assurance. Malgré sa volonté de revenir au plus haut niveau, il ne rejoue plus en LNH.
En 1985, il commence une nouvelle carrière entre la Suisse et la France. Après une saison avec le HC Arosa, il fait un court passage à Paris sous le maillot des Français Volants. Il retourne ensuite en Ligue nationale A et joue deux ans avec HC Fribourg-Gottéron. Pour les trois dernières saisons de sa carrière, il évolue au sein de trois clubs français : le HC Villard-de-Lans, les Mammouths de Tours et le OHC Viry-Essonne. Pour le dernier, il est également entraineur-adjoint, poste qu'il conserve un an après sa retraite. Lorsqu'il est venu jouer dans la Ligue Magnus, il a obtenu, avec sa famille, la naturalisation française.
Entre 1996 et 2000, il fait plusieurs apparitions en Ligue de hockey semi-professionnelle du Québec.

## Parenté dans le sport
Il est le père de Maxime Lacroix également joueur professionnel.

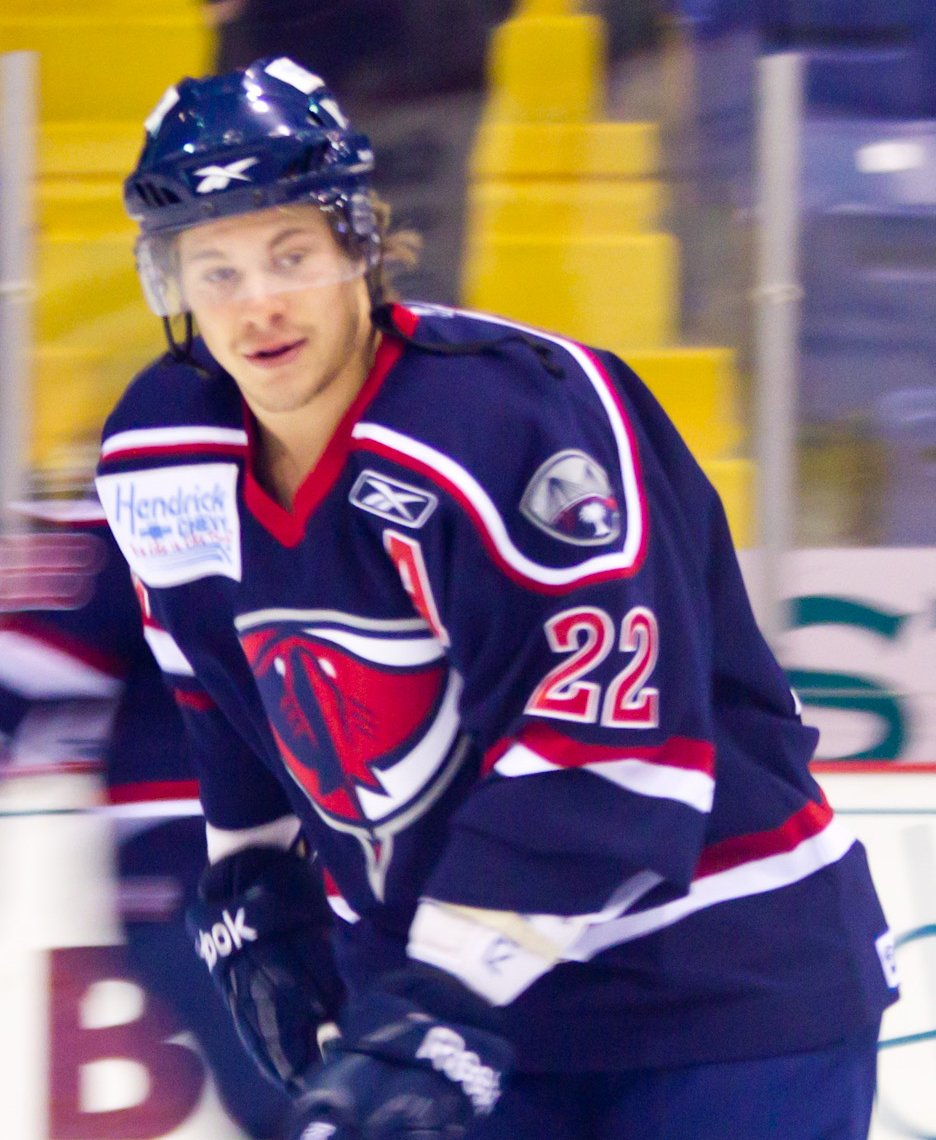
Maxime Lacroix est le fils de Pierre Lacroix

## Statistiques
Pour les significations des abréviations, voir Statistiques du hockey sur glace.
| Saison     | Équipe                     | Ligue           |     | Saison régulière | Saison régulière | Saison régulière | Saison régulière | Saison régulière |    | Séries éliminatoires | Séries éliminatoires | Séries éliminatoires | Séries éliminatoires | Séries éliminatoires |
| Saison     | Équipe                     | Ligue           | PJ  | B                | A                | Pts              | Pun              | PJ               | B  | A                    | Pts                  | Pun                  |                      |                      |
| 1975-1976  | Remparts de Québec         | LHJMQ           | 72  | 7                | 30               | 37               | 90               | 15               | 3  | 7                    | 10                   | 14                   |                      |                      |
| 1976       | Remparts de Québec         | Coupe Memorial  | 3   | 0                | 1                | 1                | 2                | --               | -- | --                   | --                   | --                   |                      |                      |
| 1976-1977  | Remparts de Québec         | LHJMQ           | 69  | 10               | 43               | 53               | 61               | 14               | 3  | 8                    | 11                   | 4                    |                      |                      |
| 1977-1978  | Remparts de Québec         | LHJMQ           | 38  | 11               | 30               | 41               | 35               | --               | -- | --                   | --                   | --                   |                      |                      |
| 1977-1978  | Draveurs de Trois-Rivières | LHJMQ           | 30  | 6                | 24               | 30               | 20               | 5                | 3  | 5                    | 8                    | 4                    |                      |                      |
| 1978       | Draveurs de Trois-Rivières | Coupe Memorial  | 4   | 0                | 3                | 3                | 2                | --               | -- | --                   | --                   | --                   |                      |                      |
| 1978-1979  | Draveurs de Trois-Rivières | LHJMQ           | 72  | 37               | 100              | 137              | 57               | 13               | 2  | 10                   | 12                   | 6                    |                      |                      |
| 1979       | Draveurs de Trois-Rivières | Coupe Memorial  | 4   | 0                | 4                | 4                | 6                | --               | -- | --                   | --                   | --                   |                      |                      |
| 1979-1980  | Nordiques de Québec        | LNH             | 76  | 9                | 21               | 30               | 45               | --               | -- | --                   | --                   | --                   |                      |                      |
| 1980-1981  | Nordiques de Québec        | LNH             | 61  | 5                | 34               | 39               | 54               | 5                | 0  | 2                    | 2                    | 10                   |                      |                      |
| 1981-1982  | Nordiques de Québec        | LNH             | 68  | 4                | 23               | 27               | 74               | 3                | 0  | 0                    | 0                    | 0                    |                      |                      |
| 1982-1983  | Express de Fredericton     | LAH             | 6   | 0                | 5                | 5                | 0                | --               | -- | --                   | --                   | --                   |                      |                      |
| 1982-1983  | Nordiques de Québec        | LNH             | 13  | 0                | 5                | 5                | 6                | --               | -- | --                   | --                   | --                   |                      |                      |
| 1982-1983  | Whalers de Hartford        | LNH             | 56  | 6                | 25               | 31               | 18               | --               | -- | --                   | --                   | --                   |                      |                      |
| 1985-1986  | HC Arosa                   | LNA             | 15  | 5                | 7                | 12               | ?                | --               | -- | --                   | --                   | --                   |                      |                      |
| 1986-1987  | Français volants de Paris  | Nationale 1A    | ?   | ?                | ?                | ?                | ?                | --               | -- | --                   | --                   | --                   |                      |                      |
| 1987-1988  | HC Fribourg-Gottéron       | LNA             | 35  | 8                | 15               | 23               | ?                | --               | -- | --                   | --                   | --                   |                      |                      |
| 1988-1989  | HC Fribourg-Gottéron       | LNA             | 35  | 11               | 9                | 20               | ?                | --               | -- | --                   | --                   | --                   |                      |                      |
| 1989-1990  | Ours de Villard-de-Lans    | Nationale 1A    | 35  | 7                | 32               | 39               | 22               | --               | -- | --                   | --                   | --                   |                      |                      |
| 1990-1991  | ASG Tours                  | Ligue Nationale | 7   | 5                | 5                | 10               | 10               | --               | -- | --                   | --                   | --                   |                      |                      |
| 1991-1992  | OHC Viry-Essonne           | Ligue Nationale | 33  | 5                | 17               | 22               | 26               | --               | -- | --                   | --                   | --                   |                      |                      |
| 1996-1997  | Papetiers de Windsor       | LHSPQ           | 9   | 1                | 1                | 2                | 93               | 2                | 0  | 0                    | 0                    | 5                    |                      |                      |
| 1998-1999  | Azteques d'Asbestos        | LHSPQ           | 15  | 1                | 1                | 2                | 86               | --               | -- | --                   | --                   | --                   |                      |                      |
| 1999-2000  | Azteques d'Asbestos        | LHSPQ           | 2   | 0                | 0                | 0                | 4                | --               | -- | --                   | --                   | --                   |                      |                      |
| Totaux LNH | Totaux LNH                 | Totaux LNH      | 274 | 24               | 108              | 132              | 197              | 8                | 0  | 2                    | 2                    | 10                   |                      |                      |

## Palmarès et distinctions

### Titres
- Coupe du président : 1976, 1978, 1979

### Récompenses
- Trophée Michel-Brière : 1979[1]
- Joueur de la saison de la Ligue canadienne de hockey : 1979
- Première équipe d'étoiles de la LHJMQ 1979
- Record de points et d'aides en une saison de LHJMQ pour un défenseur[2]

## Transactions en carrière
- 3 décembre 1982 : échangé aux Whalers de Hartford par les Nordiques de Québec pour Blake Wesley[3].